# Karst en yesos de Sorbas
El karst en yesos de Sorbas es un complejo de cuevas, cañones, dolinas, geodas y demás fenómenos kársticos excavados por el río Aguas en un depósito de yeso al sur de la localidad de Sorbas, en Almería, España. Desde 1989, está protegido como Paraje Natural.

## Descripción
Un karst se produce en depósitos de minerales solubles en agua (como el yeso o la caliza), en los que la acción del agua de ríos y lluvia, va disolviendo la roca y creando cuevas, que por hundimiento parcial forman dolinas y por hundimiento total forman cañones. El mineral disuelto en el agua puede volver a cristalizar en determinadas circunstancias, por ejemplo, al gotear desde el techo de una cueva hasta el suelo se forman estalactitas y estalagmitas, o si se estanca en una cavidad se pueden formar geodas.
El yeso es un mineral que se disuelve en agua con facilidad, por lo que el proceso de formación de un karst de este tipo es relativamente rápido (en escala de tiempo geológico). Pero esta rapidez es a la vez causa de que su existencia sea también corta (en la misma escala de tiempo), ya que las cuevas colapsan con rapidez y los depósitos de yeso desaparecen casi por completo. Este es el motivo por el que existen muy pocos karst de este tipo en el mundo y de que la gran mayoría están muy degradados.
Sin embargo, la poca pluviosidad de Almería ha provocado que el proceso del karst de Sorbas sea mucho más lento que en otros lugares, razón por la que es uno de los mejor conservados del planeta.[cita requerida]
La Junta de Andalucía declaró en 1989 el karst paraje natural, a través de la Ley 2/1989 del 18 de julio, e inauguró en Sorbas en 2002 un centro de visitantes, llamado de los Yesares por su temática al karst en yesos de Sorbas; en él se pueden conocer las etapas de formación de este fenómeno kárstico, los aspectos biológicos que lo componen e incluso disfrutar de una réplica de una cueva hecha con mucha dedicación a base de cristales de yeso. Para completar la visita a este centro existe un vídeo/documental del karst de gran interés.
En la zona se han propuesto cuatro «Global Geosites» (Lugares de interés geológico español de relevancia internacional) por el Instituto Geológico y Minero de España: el karst, por su interés geomorfológico, con la denominación «SK003: Karst en yesos de Sorbas» dentro del contexto geológico «Sistemas kársticos en carbonatos y evaporitas de la Península Ibérica y Baleares» y, por su interés estratigráfico, la sucesión estratigráfica de los yesos en los parajes Los Molinos, Puente del Río Aguas y Barranco del Infierno se han propuesto como «EE001: Los Yesos del Río Aguas (Sorbas)», las formaciones arrecifales del paraje de Los Alías (Cariatiz) como «EE002: Los arrecifes de Sorbas» y los afloramientos en el meandro del río Aguas como «EE003: Las Facies Playa del Miembro Sorbas», estos últimos dentro del contexto geológico «Episodios evaporíticos messinienses»
Hay dos formas de visitar el karst: en superficie, recorriendo su paisaje exterior, o adentrándose en alguna de sus cuevas para ver el mundo subterráneo. Los espeleólogos tienen en el karst en yesos de Sorbas un paraíso subterráneo. También se puede visitar turísticamente realizando una de las tres posibles excursiones guiadas que se ofrecen en el karst y que están adaptadas a todo tipo de público.

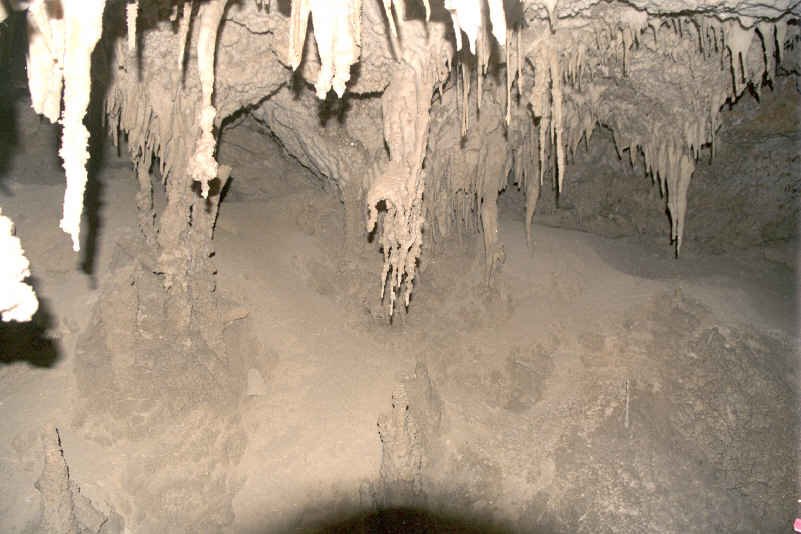
Estalactitas.
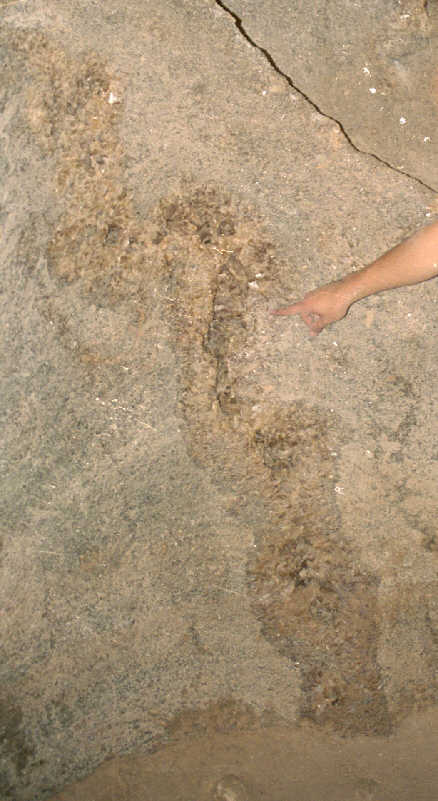
Geoda.
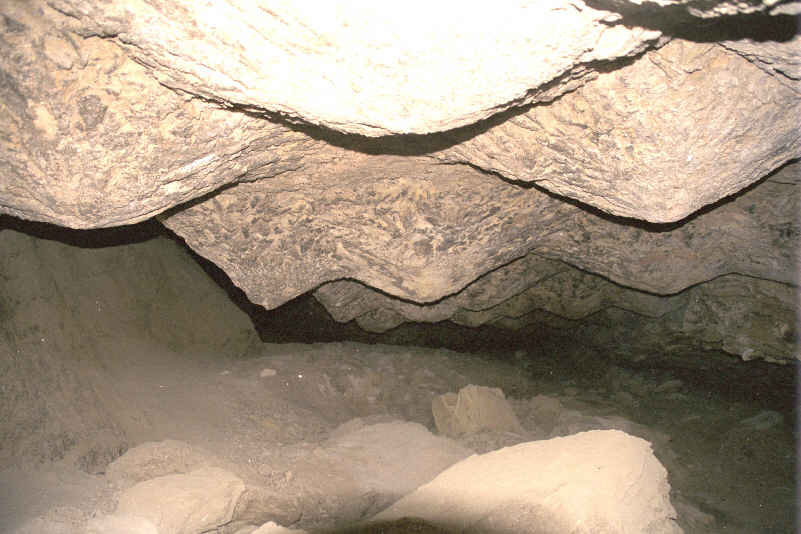
Superconos.

## Climatología
Pertenece al clima mediterráneo seco, con precipitaciones inferiores a 250 mm al año y 3000 horas de sol anuales.

## Flora
El paisaje está dominado por tomillares, dando un aspecto estepárico al paraje. También es posible encontrar plantas adaptadas a los yesares como la Ononis tridentata y la Gypsophila struthium. Existen diversos endemismos en el paraje, únicamente presentes en la comarca, tales como la Teucrium turredanum, que florece en agosto; la Helianthemum alypoides, la Narcissus tortifolius y la Teucrium freynii.

## Fauna
Destaca el galápago leproso que se encuentra en el río Aguas y la tortuga mora con presencia también en Sierra Cabrera.